# Dick Van Patten
Richard Vincent "Dick" Van Patten (Nueva York, 9 de diciembre de 1928 - Santa Mónica, California, 23 de junio de 2015) fue un actor estadounidense famoso por haber interpretado el papel del padre en la serie de televisión Con ocho basta.

## Biografía
Hijo de Josephine Rose una ejecutiva de publicidad en revistas, y Richard Byron Van Patten, un decorador de interiores. Su madre era de ascendencia italiana, mientras que su padre era de ascendencia holandesa e inglesa. Era el hermano mayor de la actriz Joyce Van Patten, tío de la también actriz Talia Balsam. Estuvo casado con Patricia Poole desde 1954, así mismo fue medio hermano de Tim Van Patten director, actor, guionista y productor estadounidense y fue padre de tres hijos, todos actores: Vincent, Nels y James Van Patten.
Van Patten comenzó su carrera en el mundo del espectáculo como actor infantil en la obra  The Eternal Road, de Broadway en 1937, con el nombre artístico de Dickie Van Patten; en años sucesivos participó en otras doce obras representadas en Broadway, entre las cuales cabe mencionar O Mistress Mine (1946), de Terence Rattigan. Debutó en televisión en 1949 con la serie Remember Mama, que se emitió hasta 1957.
Sin embargo, su mayor popularidad, incluso más allá de las fronteras de Estados Unidos, se la debe al papel de Tom Bradford en la serie de enorme éxito Con ocho basta, emitida entre 1977 y 1981. 
Intervino también en varias películas, como Viernes alocado, High Anxiety, Spaceballs y Robin Hood: Men in Tights, así como cameos en los vídeos musicales Smells Like Nirvana y Bedrock Anthem de "Weird Al" Yankovic.
En enero de 2006, sufrió una crisis diabética que lo mantuvo hospitalizado. El actor falleció el 23 de junio de 2015 en el hospital Saint John, de Santa Mónica (California), por complicaciones de la diabetes que padecía.